# Adriano Passuello
Adriano Passuello (né le 3 novembre 1942 à Schiavon, dans la province de Vicence, en Vénétie) est un coureur cycliste italien.

## Biographie
Professionnel de septembre 1964 à février 1977, Adriano Passuello a obtenu au cours de sa carrière de nombreuses places d'honneur et a notamment remporté le Tour du Tessin en 1967.

## Palmarès

### Palmarès amateur
- 1963
  - Gran Premio Valle Cellio
  - 3e du Tour de la Vallée d'Aoste
- 1964
  - Classement général du Tour de la Vallée d'Aoste
  - 3e de la Coppa Pietro Linari

### Palmarès professionnel
- 1964
  - 3e de la Coppa Agostoni
- 1965
  - 2e du Grand Prix Robbiano
  - 3e de la Coppa Placci
- 1966
  - 3e du Tour des Apennins
  - 3e du Tour de Vénétie
  - 4e de Tirreno-Adriatico
  - 5e de Milan-San Remo
- 1967
  - Tour du Tessin
  - 5e du Tour de Lombardie
- 1968
  - 3e du Trophée Matteotti
- 1969
  - 3e de la Coppa Bernocchi
- 1970
  - 3e du Grand Prix de la ville de Camaiore

## Résultats sur les grands tours

### Tour de France
2 participations
- 1968 : 24e
- 1976 : 78e

### Tour d'Italie
10 participations
- 1965 : abandon
- 1966 : abandon
- 1967 : 33e
- 1968 : 12e
- 1969 : 11e
- 1970 : 32e
- 1971 : 45e
- 1972 : 64e
- 1973 : 76e
- 1974 : 89e